# Suore di San Giuseppe di Buenos Aires
Le Suore di San Giuseppe (in inglese Hermanas de San José; sigla R.S.J.) sono un istituto religioso femminile di diritto pontificio.

## Storia
La congregazione si riallaccia alla fondazione fatta a Le Puy-en-Velay dal sacerdote gesuita Jean-Pierre Médaille.
Gli inizi dell'istituto risalgono all'arrivo in Argentina il 1º novembre 1882 di un gruppo di suore di San Giuseppe proveniente dalla congregazione di Saint-Jean-de-Maurienne e guidato da madre Felicia Gros. Le suore erano giunte su richiesta di José María Gelabert y Crespo, vescovo di Paraná, e la loro prima casa fu aperta il 4 gennaio 1883 nella provincia di Santa Fe; il 29 gennaio 1894 casa-madre e noviziato furono trasferiti a Buenos Aires.
L'istituto ricevette il pontificio decreto di lode il 15 luglio 1901 e il 30 agosto 1912 le sue costituzioni ottennero l'approvazione definitiva.

## Attività e diffusione
Le suore svolgono il loro apostolato in opere educative e ospedaliere.
Oltre che in Argentina, sono presenti in Brasile e Uruguay; la sede generalizia è a Buenos Aires.
Alla fine del 2015 l'istituto contava 148 religiose in 35 case.